# Isotoma protocinerea
Isotoma protocinerea  (лат.) — ископаемый вид скрыточелюстных членистоногих подкласса ногохвостки из семейства Isotomidae. Обнаружен в балтийском янтаре (типовая серия: Baltic Amber, Klebs collection, Россия). Эоцен (Lutetian terrestrial amber, более 40 млн лет). Виды Isotoma protocinerea и Isotoma crassicornis были впервые описан в 1926 году швейцарским энтомологом Эдуардом Хандшиным (Eduard Handschin; 1894—1962).